# Grúz férfi jégkorong-válogatott
A grúz férfi jégkorong-válogatott Grúzia nemzeti csapata, amelyet a Grúz Nemzeti Jégkorongszövetség (grúzul:  საქართველოს ყინულის ჰოკეის ეროვნული ფედერაცია, magyar átírásban: Szakartvelosz Kinulisz Hokejsz Erovnuli Pederacia) irányít. 
A szövetséget 2004-ben alapították és 2009-től az IIHF tagjai. Első mérkőzésüket 2010. április 11-én játszották 2013-ban csatlakoztak a nemzetközi mezőnyhöz, amikor részt vettek a divízió III-as világbajnokság selejtezőjében. 2023-ban a 31. helyen (2. hely a Divízió II/A csoportban) végeztek és összesítésben ez a legjobb helyezésük, azonban a torna után kizárta a grúzokat a nemzetközi szövetség és vissza lettek sorolva a divízió II/B csoportba. Legjobb eredményüket 2018-ban érték el, amikor megnyerték a divízió III-at és feljutottak a divízió II/B-be.

## Eredmények

### Világbajnokság
- 1920-1991 – A  Szovjetunió része volt
- 1992–2012 – Nem vett részt
- 2013 – 48. hely (4. a Divízió III selejtezőben)
- 2014 – 46. hely (6. a Divízió III-ban)
- 2015 – 45. hely (5. a Divízió III-ban)
- 2016 – Kizárták
- 2017 – 43. hely (3. a Divízió III-ban)
- 2018 – 41. hely (1. a Divízió III-ban)
- 2019 – 38. hely (4. a Divízió II/B csoportban)
- 2020 – Törölve a Covid19-pandémia miatt[1]
- 2021 – Törölve a Covid19-pandémia miatt[2]
- 2022 – 33. hely (2. a Divízió II/B csoportban)
- 2023 – Kizárták
- 2024 – 37. hely (3. a Divízió II/B csoportban)